# Iulică Ruican
Iulică Ruican (* 29. srpna 1971, Cujmir, Rumunsko) je bývalý rumunský veslař. Na olympijských hrách 1992 v Barceloně získal zlatou medaili na čtyřce s kormidelníkem a stříbrnou na osmě. Je též trojnásobným mistrem světa.
Na olympijských hrách 1996 byl vlajkonošem rumunské výpravy a obsadil s osmiveslicí sedmé místo.
Závodil za armádní klub CSA Steaua București a po ukončení aktivní kariéry působil jako viceprezident klubu.
Jeho manželka Anca Tănaseová je také olympijskou vítězkou ve veslování.